# 鵡川
鵡川（むかわ）は、北海道上川総合振興局管内および胆振総合振興局管内を流れ太平洋に注ぐ一級河川。鵡川水系の本流である。

## 地理
北海道勇払郡占冠村東部の空知郡南富良野町との境界にある日高山脈北部の狩振岳に源を発し南西に流れ、切り立った渓谷を抜け、むかわ町洋光付近で太平洋に注ぐ。
ラフティングの名所である赤岩青巌峡（あかいわせいがんきょう）や、紅葉の名所である福山渓谷が有名である。ただし、上流部の川沿いにある道道はその大部分が悪路であり、悪天候の場合には通行止めとなることが多い。

## 名称の由来
アイヌ語由来であるが、以下の諸説がある。
現在の「鵡川」の表記は明治以降定着したもので、それ以前は「武川」「武加和」「六川」「牟川」「ム川」「ムカワ」などの表記があった。
なお、上流の「占冠」の地名は本川に由来する説が有力視されている（当該項目を参照）。
| アイヌ語                     | アイヌ語   | 意味                                     | 由来                                                 |
| カタカナ表記（アコㇿイタㇰ） | ラテン翻字 | 意味                                     | 由来                                                 |
| ---------------------------- | ---------- | ---------------------------------------- | ---------------------------------------------------- |
| ムカ                         | 不明       | 水の湧く （水のにじみ出る）              | 水上平原で、所々に水が湧き出で源水となったことから。 |
| ムㇰアㇷ゚ （ムカㇷ゚）          | muk-ap     | ツルニンジンある所                       | 浜近くの草原にツルニンジンがたくさんあったことから。 |
| ムカペッ                     | ?-pet      | （上げ潮で運ばれた砂で口を）止められる川 | 上げ潮で砂で河口が塞がることから                     |
| ムッカペッ                   | ?-pet      | 塞がる川                                 | 上げ潮で砂で河口が塞がることから                     |

## 流域の自治体
北海道
勇払郡占冠村、むかわ町

## 主要ダム
| 一次 支川名 （本川） | 二次 支川名 | ダム名     | 堤高 (m) | 総貯水 容量 (千m3) | 型式         | 事業者       | 備考 |
| -------------------- | ----------- | ---------- | -------- | ------------------ | ------------ | ------------ | ---- |
| 鵡川                 | 双珠別川    | 双珠別ダム | 29.0     | 1,330              | 重力式       | 北海道電力   | －   |
| 鵡川                 | 穂別川      | 穂別ダム   | 38.2     | 10,330             | ロックフィル | 北海道開発局 | －   |

## 支流
括弧内は流域の自治体
- 八戸沢川（占冠村）
- ポロカトマム川（占冠村）
- パンケシュル川（占冠村）
- シム川（占冠村）
- 双珠別川（占冠村）
  - 五の沢川（占冠村）
  - ポンソウシュベツ川（占冠村）
  - アリサラップ川（占冠村）
- ペンケニニウ川（占冠村）
- 青森団体の沢川（占冠村）
- トサノ川（むかわ町）
- オソスケナイ川（むかわ町）
- 幌去川（むかわ町）
- 穂別川（むかわ町）
  - サヌシュペ川（むかわ町）
- ルベシベ川（むかわ町）
- キナウス川（むかわ町）
- 似湾川（むかわ町）
- 湯の沢川（むかわ町）
- 珍川（むかわ町）

## 主な橋梁
- 第二大橋 - 北海道道136号夕張新得線
- 第一大橋 - 北海道道136号夕張新得線
- 緑橋
- 千歳橋 - 国道237号
- 青巌大橋 - 北海道道136号夕張新得線
- 赤岩大橋 - 北海道道136号夕張新得線
- 赤岩橋
- 紅葉橋 - 北海道道136号夕張新得線
- 楓橋 - 北海道道136号夕張新得線
- 福山大橋 - 国道274号
- 富内橋 - 北海道道610号占冠穂別線
- 穂別橋 - 北海道道74号穂別鵡川線
- 豊田橋
- 仁和大橋
- 栄和橋 - 北海道道59号平取厚真線
- 旭生橋
- 新春日大橋 - 北海道道983号米原田浦線
- 清流鵡川大橋 - 国道235号日高自動車道
- 鵡川橋 - 国道235号
- 鵡川橋梁 - JR日高本線

## 交通
明治40年代から昭和30年代にかけて、上流で伐採した丸太を河川を利用して中流域へ流す、木材流送が道内屈指の規模で盛んに行われていた。
1909年、穂別町（現むかわ町）から占冠村一帯の森林伐採が始まった。当時は、周辺に道路が存在しなかったため、上流で伐採した原木は川沿いに集積され、融雪期から秋期にかけて鵡川の水流を利用して当初は鵡川町まで、昭和5年からは穂別中島地区の網場（木材を川から引き上げ、富内線の貨車へ積み替える拠点）へ向けて流された。流送には、鉄砲堰やいかだ流し技術を有する越中（富山県）や東北地方からの技術者（季節労働者）が従事。技術者が穂別を訪れる春先、穂別を去る晩秋の頃には、穂別駅を利用する技術者のチッキ（荷物）が山のようになっていた。道内屈指の規模を有した鵡川の流送も、鵡川沿いの農地が拡大すると、橋梁や堤防を損壊することが問題視されはじめたこと、道路事情の改善されたことなどから1961年に幕を閉じた。往時の様子は、穂別地区の「むかわ町穂別流送まつり」として語り継がれている。